# Evan Seinfeld
Evan Seinfeld (Brooklyn, Nueva York; 29 de diciembre de 1967) es un músico y actor estadounidense, así como director, fotógrafo y escritor. También apareció en varias películas porno bajo el seudónimo "Spyder Jonez". Es conocido por ser el miembro fundador de Biohazard. Desde que abandonó el grupo en mayo de 2011 por motivos personales, él se unió a la banda Attika7 como cantante. Es también el exesposo de la actriz pornográfica Tera Patrick. La pareja anunció su separación el 30 de septiembre de 2009, aunque siguen siendo compañeros de negocios. También es conocido por su único papel en televisión, como el rudo motoquero Jaz Hoyt en la serie de HBO Oz

## Carrera musical
Seinfeld fue el bajista y cantante de la banda hardcore Biohazard, pero la abandonó a principios del 2011. Evan también fue el bajista del supergrupo de corta vida Damnocracy, presentado en el reality de VH1 Supergroup, con otros miembros que incluyen a Ted Nugent, Sebastian Bach, Scott Ian y Jason Bonham. En marzo del 2007, Evan Seinfeld debutó con su nueva banda, The Spyderz, como acto de apertura en un recital de Buckcherry. La banda se llamaba orignalmente White Line Fever, hasta que se descubrió que una banda británica poseía el mismo nombre. The Spyderz también lo forman el guitarrista John Monte, anteriormente miembro de Ministry y M.O.D.. En octubre de 2008, Seinfeld se unió brevemente a Tattooed Millionaires como bajista y covocalista.
En 2011, se unió a Attika7, una banda que presenta a antiguos miembros de Walls of Jericho, Static-X, Soulfly y Possessed. El álbum debut de la banda, Blood Of My Enemies, fue lanzado el 31 de julio de 2012.